# 天鹅选美
《天鹅选美》（The Swan）是美国福克斯电视台在2004年推出的一个整容真人秀的电视节目。
电视节目为期12周，跟踪16位参赛者，并聘请整容外科医生、牙科医生、形象设计师和心理辅导师等专家，为参赛者一对一的设计包装。每周有1位参赛者被淘汰。而且参赛者在整个过程中不允许照镜子。最后选出获胜者，获得“天鹅”荣誉。
虽然这个节目非常成功，但是也带来很大争议。网友评论这是“女权主义运动100年最大的退步”。美国女行问题专家Susan Bordo质疑“这究竟是自己把握命运还是由别人操作命运？‘天鹅’能飞多远，取决于他们与新的外在究竟相处如何？”而许多美国人也认为全面整容与其说是自我重生，不如说是自我毁灭。而美容业也对节目的整容手术持保留意见，认为这给观众造成错觉，以为整容没有风险，可以随心所欲。
制片人则认为参加节目的人都有所得，“从第一天起，你就能带着价值25万美元的服务离开。为此当然要付出代价”。而且他说，这个节目是对传统选美的颠覆，在这个节目里“你看到的是和自己一样不完美的人。”